# Regula Rohrbach
Regula Rohrbach (* 1. Oktober 1974) ist eine ehemalige Schweizer Schwimmerin und Triathletin. Sie ist Siegerin des Ironman Wales (2012).

## Werdegang
Regula Rohrbach war von 1986 bis 1999 als Wettkampfschwimmerin aktiv.

### Triathlon seit 2005
Sie startete 2005 bei ihrem ersten Triathlon und ging vorwiegend bei Bewerben auf der Langdistanz an den Start.

Im Juli 2010 belegte sie bei ihrem ersten Start auf der Ironman-Distanz den fünften Rang im Ironman Switzerland (3,86 km Schwimmen, 180,2 km Radfahren und 42,195 km Laufen).
Im September 2012 gewann sie den Ironman Wales bei seiner zweiten Austragung.
Regula Rohrbach war seit 2013 für den  Schweizer Nationalkader auf der Langdistanz aktiv. Im Juli 2018 erklärte die in Zürich lebende 43-Jährige nach dem Ironman Switzerland ihre aktive Zeit für beendet.
Regula Rohrbach ist beim Schweizerischen Schwimmverband «Swiss Swimming» als  Aktuar für die Region Ostschweiz tätig.

## Sportliche Erfolge
| Datum/Jahr    | Rang | Wettbewerb               | Austragungsort  | Zeit       | Bemerkung                                                                                 |
| ------------- | ---- | ------------------------ | --------------- | ---------- | ----------------------------------------------------------------------------------------- |
| 11. Juni 2017 | 5    | Ironman 70.3 Switzerland | Rapperswil-Jona |            |                                                                                           |
| 5. Juni 2016  | 3    | Ironman 70.3 Switzerland | Rapperswil-Jona | 04:34:35   |                                                                                           |
| 7. Sep. 2014  | 2    | Triathlon Locarno        | Locarno         |            |                                                                                           |
| 23. Juni 2013 | 1    | Sempachersee-Triathlon   | Nottwil         | 01:07:56   | 750 m Schwimmen, 20 km Radfahren und 5 km Laufen                                          |
| 28. Okt. 2012 | 8    | Ironman 70.3 Miami       | Miami           | 04:24:11   |                                                                                           |
| 26. Aug. 2012 | 1    | Swiss Triathlon Circuit  | Uster           | 02:09:54   | Siegerin auf der olympischen Distanz (1,5 km Schwimmen, 40 km Radfahren und 10 km Laufen) |
| 3. Juni 2012  | 5    | Ironman 70.3 Switzerland | Rapperswil-Jona | 04:25:09   |                                                                                           |
| 2009          | 1    | Triathlon di Locarno     | Locarno         | 04:16.05,4 | Mitteldistanz                                                                             |

| Datum/Jahr    | Rang | Wettbewerb          | Austragungsort | Zeit     | Bemerkung                                                                        |
| ------------- | ---- | ------------------- | -------------- | -------- | -------------------------------------------------------------------------------- |
| 29. Juli 2018 | DNF  | Ironman Switzerland | Zürich         | –        |                                                                                  |
| 30. Juli 2017 | 5    | Ironman Switzerland | Zürich         | 09:54:18 |                                                                                  |
| 24. Juli 2016 | 13   | Ironman Switzerland | Zürich         | 10:14:53 |                                                                                  |
| 23. Aug. 2015 | 4    | Ironman Copenhagen  | Kopenhagen     | 09:38:07 |                                                                                  |
| 5. Okt. 2014  | 4    | Ironman Barcelona   | Calella        | 09:07:54 | persönliche Bestzeit auf der Ironman-Distanz                                     |
| 8. Sep. 2013  | 2    | Ironman Wales       | Pembrokeshire  | 10:18:00 |                                                                                  |
| 16. Sep. 2012 | 1    | Ironman Wales       | Tenby          | 09:45:09 | erster Ironman-Sieg (3,86 km Schwimmen, 180,2 km Radfahren und 42,195 km Laufen) |
| 15. Juli 2012 | 4    | Ironman Switzerland | Zürich         | 09:35:10 |                                                                                  |
| 20. Nov. 2011 | 18   | Ironman Arizona     | Tempe          | 09:50:10 |                                                                                  |
| 10. Juli 2011 | 4    | Ironman Switzerland | Zürich         | 09:42:18 |                                                                                  |
| 27. Juli 2010 | 5    | Ironman Switzerland | Zürich         | 09:36:25 | erster Start auf der Ironman-Distanz                                             |

| Datum/Jahr    | Rang | Wettbewerb          | Austragungsort | Zeit       | Bemerkung                              |
| ------------- | ---- | ------------------- | -------------- | ---------- | -------------------------------------- |
| 16. Nov. 2014 | 2    | Frauenfeld Marathon | Frauenfeld     | 02:58:46,3 | Zweite hinter der Deutschen Jutta Brod |

(DNF – Did Not Finish)